# Film Nicka
Film Nicka (ang. Nick's Film/Lightning Over Water) – niemiecko-szwedzki film dokumentalny w reżyserii Wima Wendersa, opowiadający o wspólnej pracy z umierającym na raka reżyserem, Nicholasem Rayem. Film powstawał w latach 1979–1980. Kręcony był częściowo na taśmie filmowej, a częściowo – techniką wideo. Trwa 90 minut.

## Okoliczności powstania i treść filmu
Podczas kilkumiesięcznej przerwy w kręceniu filmu Hammett, spowodowanej koniecznością dopracowania scenariusza, Wenders spotkał się w Nowym Jorku z reżyserem Nicolasem Rayem (twórcą m.in. Buntownika bez powodu i Króla królów). Ray cierpiał już na chorobę nowotworową, przebył trzy operacje i był poddawany radioterapii; zależało mu, aby podczas przerwy w leczeniu móc wrócić do pracy. Wenders odwiedził go, aby pomóc mu w spełnieniu tego zamiaru. Ponieważ większość gotowych scenariuszy, które Ray miał przygotowane, wymagałaby skomplikowanych przygotowań, reżyserzy zdecydowali się opracować własny. Pomysł na scenariusz zainspirowała postać malarza Derwatta, którą Ray zagrał w filmie Wendersa pt. Amerykański przyjaciel w 1976 (rola ta została napisana specjalnie dla Raya). 
Tytuł wspólnego obrazu obu reżyserów miał brzmieć Lightning Over Water. Jego głównym bohaterem miał być śmiertelnie chory malarz, który włamuje się do galerii, kradnie stamtąd swoje obrazy, a na ich miejscu umieszcza namalowane przez siebie falsyfikaty; oryginały sprzedaje, a zyski przeznacza na zakup łodzi, którą, wraz ze swoim przyjacielem Chińczykiem, udaje się w podróż do Chin, w poszukiwaniu lekarstwa na swoją chorobę. Motyw tej wyprawy nawiązuje do amerykańskiego idiomu to take a slow boat to China (udać się w powolną żeglugę do Chin), oznaczającego m.in. umrzeć. 
Ostatecznie jednak nie dochodzi do powstania planowanego filmu; podczas rozmów z Rayem, Wenders namawia go, aby zamiast śmiertelnie chorego malarza, Ray zagrał umierającego reżysera, kradnącego swój nieukończony film, a w końcu – żeby zagrał samego siebie. Ray zgadza się pojawić w filmie, jednak tylko pod tym warunkiem, że wystąpi w nim również Wenders. Tak więc zamiast planowanej fabuły powstaje obraz dokumentujący wspólną pracę obu reżyserów oraz, wobec postępów choroby, umieranie Nicholasa Raya.
W trakcie kręcenia filmu stan Raya stopniowo się pogarszał, codziennie zmuszony był udawać się do szpitala, później także tam nocował. Reżyser nie dożył zakończenia zdjęć – niektóre sceny kręcone były już po jego śmierci.

## Forma
Film Nicka nie jest filmem dokumentalnym w ścisłym znaczeniu tego słowa, większość scen była inscenizowana – Wenders i Ray filmowali improwizowane sytuacje i nagrywali na taśmę rzeczywiste dialogi, a następnie odgrywali je ponownie, poprawiając je. Obraz bywa więc nazywany pseudodokumentem lub paradokumentalnym notatnikiem.
Film kręcony jest częściowo za pomocą techniki wideo. Obrazy kręcone kamerą wideo są słabej jakości – rozmazane, nieostre, często urwane. Wideo można interpretować jako nowotwór w ciele filmu, upostaciowienie choroby Raya.

## Kontrowersje
Film Nicka wzbudził kontrowersje – Wendersowi zarzucano, że tworząc go, żerował na marzeniu Raya o nakręceniu ostatniego filmu i wykorzystał je, aby móc filmować umieranie reżysera. Z tego powodu z realizacji filmu wycofał się Jon Jost, który twierdził, że potrzebujący w ostatnich tygodniach uczucia, Ray padł ofiarą niewrażliwości filmowców, którzy sprowadzili jego dramat do mechanicznej kinematografii, "przejechali go maszynerią filmową i teraz pokazują jatkę". Sam Wenders twierdzi, że kwestię pracy nad filmem konsultował z lekarzami Raya, którzy uznali, że dla umierającego bardziej korzystne będzie oddanie się kręceniu obrazu, niż bezczynność prowadząca potencjalnie do depresji.
Kathe Geist sytuację umierającego reżysera, któremu obiecano realizację ostatniego filmu przyrównała do fabuły filmu Wendersa Amerykański przyjaciel, w którym chory na białaczkę malarz Zimmerman przyjmuje ofertę fałszerza dzieł sztuki, Toma Ripleya i godzi się dokonać dwóch morderstw na zlecenie. Podobieństwo wzmacnia jej zdaniem również zbieżność pierwszych scen Amerykańskiego przyjaciela i Filmu Nicka.